# Rio Comărnicelul
O Rio Comărnicelul é um rio da Romênia, afluente do Sasul, localizado no distrito de Hunedoara.